# Mes Kerman Football Club
Il Mes Kerman Football Club (in persiano باشگاه فوتبال صنعت مس کرمان‎, noto come Mes Kerman, è una società calcistica iraniana di Kerman. Milita nella Lega Azadegan, la seconda divisione del campionato iraniano di calcio.
Fondato nel 1998, il club è di proprietà di NICICO, la compagnia nazionale iraniana delle industrie del rame.
Disputa le partite casalinghe allo stadio Shahid Bahonar di Kerman, impianto da 15 430 posti.

## Organico

### Rosa 2022-2023
Aggiornata al 9 agosto 2022.
| N. |                 | Ruolo | Calciatore               |
| -- | --------------- | ----- | ------------------------ |
| 1  | Iran (bandiera) | P     | Arman Shahdadnejad       |
| 2  | Iran (bandiera) | D     | Jalal Abdi               |
| 3  | Iran (bandiera) | D     | Hassan Moradifar         |
| 4  | Iran (bandiera) | D     | Ali Khalili              |
| 5  | Iran (bandiera) | D     | Issa Parto               |
| 6  | Iran (bandiera) | D     | Milad Khodaei Asl        |
| 99 | Iran (bandiera) | A     | Mohammad Amin Asadi      |
| 8  | Iran (bandiera) | C     | Parham HosseinkhaniU21   |
| 9  | Iran (bandiera) | C     | Mehrdad Avakh            |
| 10 | Iran (bandiera) | A     | Shervin Bozorg           |
| 11 | Iran (bandiera) | C     | Milad Poursafshekan      |
| 13 | Iran (bandiera) | C     | Mohammad Ghaseminejad    |
| 16 | Iran (bandiera) | C     | Mohammad SabouriU23      |
| 17 | Iran (bandiera) | C     | Alireza Ghaderi NejadU25 |
| 18 | Iran (bandiera) | C     | Aref ZaeynaliU25         |
| 22 | Iran (bandiera) | P     | Danial EslamiU23         |

| N. |                          | Ruolo | Calciatore               |
| -- | ------------------------ | ----- | ------------------------ |
| 23 | Iran (bandiera)          | C     | Hossein Doustdar         |
| 27 | Iran (bandiera)          | C     | Erfan RashidiU23         |
| 7  | Iran (bandiera)          | C     | Aref Rostami             |
| 29 | Iran (bandiera)          | C     | Amir Hossein BaniasadU23 |
| 33 | Iran (bandiera)          | D     | Mohammad Sattari         |
| 34 | Iran (bandiera)          | D     | Saman TouranianU21       |
| 40 | Iran (bandiera)          | D     | Ali TahamiU25            |
| 44 | Iran (bandiera)          | D     | Amirhossein BehzadiU21   |
| 69 | Iran (bandiera)          | C     | Mohammad Amin Kazemian   |
| 77 | Iran (bandiera)          | P     | Hossein ShahriyariU25    |
| 79 | Iran (bandiera)          | D     | Mehdi NazemiU23          |
| 80 | Iran (bandiera)          | A     | Abbas ZeraatkarU21       |
| 86 | Iran (bandiera)          | C     | Ahmad Nasiri             |
| 88 | Iran (bandiera)          | D     | Amirhossein Asgari       |
|    | Guinea-Bissau (bandiera) |       | Bura Nogueira            |

## Palmarès

### Competizioni nazionali
- Campionato iraniano di seconda divisione: 1

2005-2006
- Campionato iraniano di terza divisione: 1

1999-2000

### Altri piazzamenti
- Campionato iraniano di seconda divisione: 1

secondo posto: 2021-2022
- Campionato iraniano di terza divisione:

secondo posto: 1998-1999
- Coppa d'Iran:

finalista: 2013-2014